# Zaryn Dentzel
Zaryn Dentzel (Santa Barbara, 8 giugno 1983) è un informatico e imprenditore statunitense, creatore e primo presidente di Tuenti (Sebas Muriel lo sostituì nel 2015), un'azienda tecnologica spagnola che sviluppa servizi di comunicazione mobile.

## Biografia
Nato nel 1983 a Santa Barbara, in California, Zaryn sbarcò in Spagna nel 1998 per uno scambio di studi. Ha cambiato paese dalla California per andare in Europa, nella città di Cabeza del Buey, in Estremadura. Qui ha imparato a parlare lo spagnolo e si è immerso completamente nella cultura spagnola. Questa esperienza molto impattante avrà poi delle conseguenze per le sue attività future. Dopo un anno accademico in Spagna, è inizialmente tornato negli Stati Uniti dove ha terminato la scuola superiore ed ha iniziato il college. Ha studiato all'Università della California e all'Occidental College, dove si è specializzato in relazioni internazionali e letteratura spagnola. Lì iniziò a interessarsi alle reti sociali mantenendo contatti con i suoi amici in Spagna, e pensò che potevano creare un nuovo social network. 
Nel 2006 tornò in Spagna ed insieme a Félix Ruiz, Joaquín e Kenny, cominciò a lavorare su quello che oggi è Tuenti.

Tuenti si è evoluta molto dall'anno 2006. Da sola rete sociale Zaryn ha creato in seguito una vera e propria compagnia telefonica mobile che è stata presentata nel 2012 con il marchio "Tuenti Móvil".
Nel 2013 ha pubblicato un libro dal titolo "El futuro lo decides tú" che racconta la storia di Tuenti.
Da gennaio del 2015, è consulente strategico per Telefónica Digital Transformation.

## Fine della rete sociale
Nel 2016 Telefónica, la società proprietaria di Tuenti, ha definitivamente chiuso tutte le funzioni relative al vecchio social network, che attualmente rimane un operatore di telefonia mobile virtuale MVNO e si appoggia alla rete mobile Movistar.
L'applicazione mobile, scaricabile contestualmente all'acquisto di una nuova carta SIM, permette di controllare i consumi, gestire la linea, chattare con lo staff del servizio clienti e chiamare senza consumare megabytes.